# Бакуріаніс-Андезіті
Бакуріаніс-Андезіті (груз. ბაკურიანის ანდეზიტი, Бакуріанський Андезит) — даба (містечко) у Боржомському муніципалітеті, мхаре Самцхе-Джавахеті, Грузія.

## Географія
Містечко Бакуріаніс-Андезіті розташоване на північному схилі Тріалетського хребта, на берегах річки Боржомула (права притока Мткварі), за 4 км захід від Бакуріані, 12 км від Боржомі, на висоті 1800 м над рівнем моря, за 10 км від залізничної станції Бакуріані, вузькоколійної залізниці Боржомі — Бакуріані.

## Клімат
Клімат у Бакуріаніс-Андезіті вологий континентальний клімат, з теплим м'яким літом та довгою холодною зимою.
Середньорічна температура — 4.5 °C. Найтеплішим місяцем є серпень, з середньою температурою 14.2 °C, найпрохолоднішим — січень, з середньою температурою -5.6 °C.
Середньорічна кількість опадів — 766 мм. Найменше опадів випадає у січні — 35 мм, найбільше в червні, у середньому 107 мм.
Середньорічна відносна вологість повітря — 72%.

## Історія
Бакуріаніс-Андезіті виникло після того, як у 1931 році почав працювати рудник на родовищі Бакуріанського (Ціхісджварського) кислотривкого андезиту. З 1933 року рудник перейшов на вироблення рафінерних каменів, а в 1934 році рудник взагалі припинив роботу. Відновив роботу в 1939 році. Найбільший видобуток рудником андезиту припадає на 1960-1980-ті роки. Після розпаду СРСР родовище андезиту практично не використовується.
1956 року Бакуріаніс-Андезіті отримала статус селища міського типу.

## Демографія
Чисельність населення Бакуріаніс-Андезіті, станом на 2014 рік, налічує 352 осіб. З яких грузини становлять 63%, вірмени — 25%, росіяни — 7%, осетини — 2,5%.

## Транспорт
У Бакуріаніс-Андезіті знаходиться гілка вузькоколійної залізниці Боржомі — Бакуріані, по якій здійснювався вантажний рух до 1991 року, для обслуговування родовище Бакуріанського (Ціхісджварського) кислотривкого андезиту.